# Rozsnyai Huba
Rozsnyai  Huba, később Rozsnyai Czapkó Huba (Budapest, 1942. december 14. – Budapest, 2020. december 4.) magyar bajnok atléta, rövidtávfutó, olimpikon, fogorvos.

## Pályafutása
1962 és 1966 között a MAFC, 1966 és 1968 között a Bp. Spartacus atlétája volt.
1964 és 1966 között a magyar válogatott keret tagja volt. Részt vett az 1964-es tokiói olimpián. 100 m síkfutásban az első futamban, 4 × 100 m váltófutásban a második futamban kiesett, rendre 41., illetve 13. helyen végezve. Az 1965-ös budapesti universiadén 4 × 100 m váltófutásban a negyedik helyen végzett Rábai Gyulával, Mihályfi Lászlóval és Csutorás Csabával. Részt vett az 1966-os atlétikai Európa-bajnokságon is, ahol az előfutamban kiesett, és 32. helyen zárt.
Visszavonulása után a Sportkórházban dolgozott fogorvosként, majd nyugdíjba vonulása után kerületi gyermekfogászként. 2009-ben részt vett a Nemzeti Fórum Testnevelési és Sport Munkacsoportjának megalapításában.
2020. december 4-én hunyt el koronavírus-fertőzés következtében.

## Legjobb eredményei
- 100 m – 10.4 (1963)

## Sikerei, díjai
Magyar bajnokság
- 100 m
  - bajnok: 1965
  - 2.: 1964
- Sportorvoslásért Emléklap (2014) – Magyar Sportorvos Társaság[4]